# Jessie Gray
Jessie Catherine Gray (26 agost 1910 – 16 octubre 1978) va ser una cirurgiana de càncer canadenca d'origen estatunidenc, educadora i investigadora. Coneguda com a "primera dama canadenca de la cirurgia," s'ha descrit Grey com a pionera de les dones en el camp de la cirurgia i un exemple que les dones podien destacar en un camp dominat pels homes com era la cirurgia general, i no només treballar-hi. Al llarg de la seva carrera professional, va ser considerada entre els quatre cirurgians de càncer més importants d'Amèrica del Nord.

## Primers anys i educació
Gray va néixer a Augusta (Georgia, Estats Units), el 26 d'agost de 1910. Quan tenia dos anys, la seva família va traslladar-se a Toronto (Canadà), on va estudiar, viure i treballar la resta de la seva vida. Va estudiar a la Universitat de Toronto (Canadà), on el 1931 va obtenir la llicenciatura en ciència i el 1934 es va graduar en Medicina. La Facultat de Medicina va atorgar-li la seva la medalla d'or pel més alt rendiment acadèmic de la seva promoció; va ser la primera dona a rebre aquesta medalla.

## Carrera
Segons el registre del Col·legi Reial de Medicina i Cirurgia del Canadà, Grey va ser la primera dona inscrita com a cirurgiana del país (tanmateix, Jennie Smillie Robertson [1878-1981] va ser la primera dona cirurgiana de qui es té constància a Canadà; els hospitals, però, no acceptaven dones cirurgianes en aquell temps). Grey va començar la seva carrera professional com a interna a l'Hospital General de Toronto i després va tornar a la Universitat de Toronto per ampliar els seus estudis de cirurgia. A continuació va passar un any com a metge interna a l'Hospital Saint Mary de Manchester (Anglaterra) i el 1940 va tornar, ja com a metge resident, a l'Hospital General de Toronto; era la primera dona metge resident d'aquell hospital. El 1941 va ocupar la plaça de cap de cirurgia associat en el Women's College Hospital, també a Toronto, i el 1946 en va esdevenir cap de cirurgia. Estava considerada entre els quatre millors cirurgians especialistes en càncer de Nord-amèrica i va ajudar a establir la primera clínica per a la detecció del càncer a Canadà.
Des de 1941, Grey va dedicar-se també a la docència de cirurgia a la Facultat de Medicina de la seva alma mater, la Universitat de Toronto. El 1953 en va esdevenir professora associada i finalment professora ajudant el 1964. També va col·laborar amb la Facultat d'Odontologia de la Universitat de Toronto.

## Jubilació i llegat
El 1964, Gray va jubilar-se del Women's College Hospital i l'any següent va fer-ho de la Universitat de Toronto. Al llarg de la seva carrera professional va publicar articles científics en moltes revistes, principalment sobre cirurgia de l'aparell digestiu i és coautora d'un capítol sobre cirurgia de còlon per a un llibre de text. Després de la seva jubilació, va continuar la seva implicació amb la ciència, a través de diverses més organitzacions 
La necrológica de Gray que va publicar-se a la revista de l'Associació de Medicina del Canadà la descriu "dinàmica, alegre, i franca, amb un gran sentit de realisme i autodisciplina," i afirma que aquests trets de la seva personalitat van ajudar-la a suportar la llarga malaltia que li va causar la mort el 16 d'octubre de 1978, en el mateix hospital universitari (Women's College Hospital) on havia treballat. Després de la seva mort, es va crear un fons commemoratiu en el seu nom, amb el qual es va finançar la creació de la Unitat per a la Detecció Precoç del Càncer Colorectal Jessie Gray, ubicada en el lloc on ella va treballar durant molt de temps.